# Taglamyren
Taglamyren este o arie protejată (arie specială de conservare — SAC, sit de importanță comunitară — SCI, arie de protecție specială avifaunistică — SPA) din Suedia întinsă pe o suprafață de 386,5 ha, integral pe uscat.

## Localizare
Centrul sitului Taglamyren este situat la coordonatele 56°43′25″N 14°25′36″E / 56.7236°N 14.4268°E.

## Înființare
Situl Taglamyren a fost declarat sit de importanță comunitară în decembrie 1995 pentru a proteja 7 specii de animale. Alte tipuri de protecție:
- arie de protecție specială avifaunistică (în decembrie 1996)[2]
- arie specială de conservare (în martie 2011)[1][3][4]

## Biodiversitate
Situată în ecoregiunea boreală, aria protejată conține 6 habitate naturale: Pajiști cu Molinia pe soluri calcaroase, turboase sau argilos-nămoloase (Molinion caeruleae), Mlaștini turboase de tranziție și turbării mișcătoare, Pajiști fino-scandinave uscate până la mezice, bogate în specii de altitudine mică, Taiga vestică, Turbării active, Fânețe de joasă altitudine (Alopecurus pratensis, Sanguisorba officinalis).
La baza desemnării sitului se află mai multe specii protejate de  păsări (7): ciocănitoare neagră (Dryocopus martius), ciuvică (Glaucidium passerinum), cocor (Grus grus), ploier auriu (Pluvialis apricaria), cocoșul de mesteacăn (Tetrao tetrix tetrix),  cocoș de munte (Tetrao urogallus), fluierar de mlaștină (Tringa glareola).